# Johann Riedl (Theologe)
Johann Baptist Riedl (* 25. August 1808 in Gosdorf; † 23. Januar 1876 in Graz) war ein österreichischer römisch-katholischer  Theologe und Politiker.

## Leben
Riedl war der Sohn des Keuschlers Johann Riedl. Er studierte von 1826 bis 1832 Philosophie und Katholische Theologie am Priesterseminar in Marburg (Steiermark) und an der Universität Graz. 1831 wurde er zum Priester geweiht. Von 1833 bis 1834 schloss er ein Aufbaustudium Katholische Theologie am Frintaneum in Wien an. 1839 wurde er in Graz zum Dr. theol. promoviert.
Riedl war von 1832 bis 1833 Kooperator in Stainz (Steiermark). Von 1834 bis 1835 war er akademischer Katechet, von 1835 bis 1836 Supplent und von 1836 bis 1845 ordentlicher Professor des Bibelstudiums und der Orientalischen Sprachen an der Universität Graz. Ebenfalls in Graz wirkte er von 1845 bis 1856 als ordentlicher Professor der Pastoraltheologie und wurde 1848 zum Fürstbischöflichen Wirklichen Konsistorialrat ernannt. Zwischen 1843 und 1848 war er zugleich akademischer Exhortator der juridischen Studienabteilung, von 1847 bis 1848 Dekan der Theologischen Fakultät und von 1853 bis 1854 Rektor der Universität Graz. 
Zwischen 1849 und 1858 war er auch Regens des Knabenseminars in Seckau und Leoben. Von 1851 bis 1853 war er Ehrendomherr und von 1853 bis 1876 wirklicher Domherr (Kanonikus) des Seckauer Domkapitels. Von 1854 bis 1870 amtierte er auch als fürstbischöflicher Kommissär zur Aufsicht über den Religionsunterricht an Gymnasien. Zwischen 1856 und 1857 war er 2. Rat am Offizialat und am kirchlichen Ehegericht in Graz, von 1857 bis 1861 Provikar und von 1861 bis 1876 Dompropst und Pfarrer an der Hauptstadtpfarre zum Heiligen Blut in Graz (apostolischer Protonotar). 1867 gehörte er zu den Gründern des "Grazer Volksblatts".
Vom 1. Februar 1849 (für Johann Wolf) bis zum 30. April 1849 vertrat er den Wahlkreis 6. Steiermark (Wildon) in der Frankfurter Nationalversammlung. Im Parlament blieb er fraktionslos und stimmte mit der Rechten. Er gehörte zu den Abgeordneten, die gegen die Wahl Friedrich Wilhelms IV. zum Kaiser der Deutschen stimmten. Von 1861 bis 1866 gehörte er dem Steiermärkischen Landtag an. Ab 1851 war er Mitglied im Ausschuss für die Leitung der Pastoralkonferenzen. Er war Mitgründer des Katholischen Preßvereins in Wien.